# Глебов, Александр (горнолыжник)
Александр (Алек) Глебов (род. 15 июля 1983 года, Марибор, Югославия) — российский, а ранее словенский горнолыжник, участник Олимпийских игр в Сочи. Многократный чемпион России. Специализировался в скоростных дисциплинах горнолыжного спорта, скоростном спуске и супергиганте. Завершил карьер в 2015 году.

## Карьера
Глебов родился в Словении, его отец родился в Ленинграде, но ещё ребенком, вместе с родителями переехал на постоянное жительство в Югославию. Его мать родом из Португалии: «Русские традиции мне знакомы с детства: моя бабушка готовила пельмени и варила борщ, — вспоминает Александр. — В Португалии я обычно бываю только летом, когда выдается свободное время. Но, поскольку я вырос в Словении, мне все же ближе традиции словенской культуры».
В составе юниорской сборной Словении за 2001-й и 2002-й год он продемонстрировал 21 место в комбинации на склонах итальянской Селла Невеа.
В Кубке мира Глебов дебютировал 27 ноября 2004 года, в декабре 2007 года первый, и пока последний раз попал в тридцатку лучших на этапе Кубка мира, в супергиганте. Лучшим достижением Глебова в общем зачёте Кубка мира является 135-е место в сезоне 2007—2008.
До июня 2011 года Глебов был гражданином Словении, и выступал за неё под именем Алек Глебов. Перестав попадать в сборную Словении, принял решение сменить гражданство, и с 2011 года выступает за Россию: «Я всегда чувствовал, что у меня русские корни: я ношу русскую фамилию, мой дед был русским, родом из Ленинграда. И все время вертелось в голове: Россия, Россия. Она никогда не была для меня чужой страной».
В январе 2012 года он первые стал официально членом сборной страны. Его самым главным достижением пока стало восьмое место на соревнованиях в Альтенмаркте, которые происходили в рамках Кубка Европы.
На открытом чемпионате России 2013 года в Сочи на трассе «Роза Хутор» Александр Глебов завоевал два золота в скоростных дисциплинах — в супергиганте и скоростном спуске.
На чемпионате мира 2013 года занял 28-е место в скоростном спуске, кроме того стартовал в супергиганте, но не смог финишировать.
На Олимпийских играх 2014 года в Сочи стал 23-м в скоростном спуске, кроме того стартовал в супергиганте, но не добрался до финиша.
Использовал лыжи и ботинки производства фирмы Head.